# Máté Kiss
Máté Kiss (* 30. dubna 1991, Győr) je maďarský fotbalový záložník hrající za klub Gyirmót FC, kde hostuje z Győri ETO FC.

## Klubová kariéra
S fotbalem začínal v Győri ETO FC, odkud hostoval postupně v BFC Siófok, Mezőkövesd-Zsóry SE a Gyirmót FC.

## Reprezentační kariéra
Reprezentoval Maďarsko v mládežnických kategoriích.
Zúčastnil se Mistrovství světa hráčů do 20 let 2009 v Egyptě, kde mladí Maďaři získali bronzové medaile. Na turnaji jednou skóroval, bylo to v osmifinále proti České republice (remíza 2:2, na penalty 4:3).